# Cotton Davidson

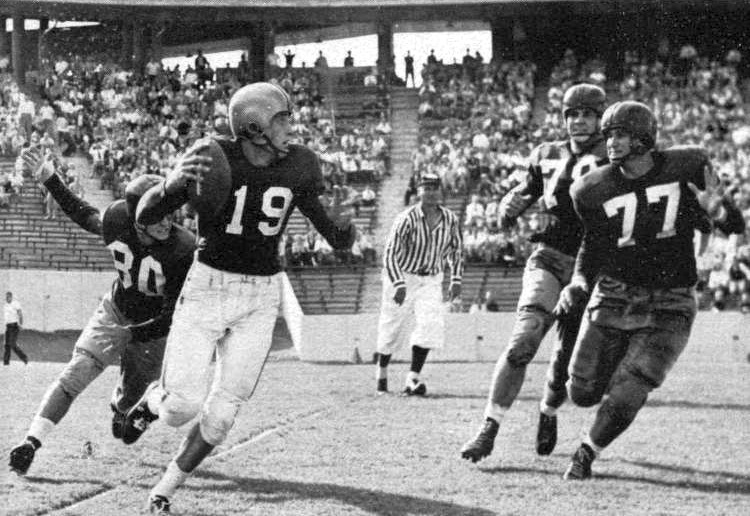
Davidson (#19) como quarterback de Baylor ante Houston en 1952.

Cotton Davidson (Gatesville, Texas; 30 de noviembre de 1931 – 24 de diciembre de 2022) fue un jugador estadounidense de fútbol americano que jugó catorce temporadas en la NFL en las posiciones de quarterback y punter.

## Biografía
Fue elegido en el Draft de la NFL de 1954 por los Baltimore Colts en la quinta posición de la primera ronda proveniente de los Baylor Bears inscrito en dos posiciones, siendo el primer quarterback en la historia de la franquicia.
Antes de iniciar la temporada de 1954 fue reclutado por la US Army, donde sirvío como soldado por dos años, por lo que su debut en la NFL fue hasta 1957, pero el puesto de titular lo perdió contra John Unitas. En su tiempo en el ejército fue quarterback de los Fort Bliss Falcons hasta 1957, ganando el premio All-Army Quarterback en 1955. En 1960 sería traspasado a los Dallas Texans.
El 2 de julio de 1962 los Dallas Texans contratan a Len Dawson como quarterback, por lo que Davidson fue cambiado a los Oakland Raiders por una selección de primera ronda del Draft de la American Football League, la cual utilizarían los Texans para elegir a Bick Buchanan, quien sería miembro del Salón de la Fama del Fútbol Americano Profesional. Davidson sería titular en su primer partido con los Raiders ante su exequipo de los Texans, donde lanzaría para 243 tardas y una carrera de touchdown, pero los Raiders perderían 16-26.
En su carrera fue elegido en dos ocasiones para el American Football League All-Star game, en 1961 y 1963, siendo el MVP de la edición de 1961 y se retiraría en 1968 con un récord de 19 victorias, 33 derrotas y un empate.